# Chế độ ăn sống

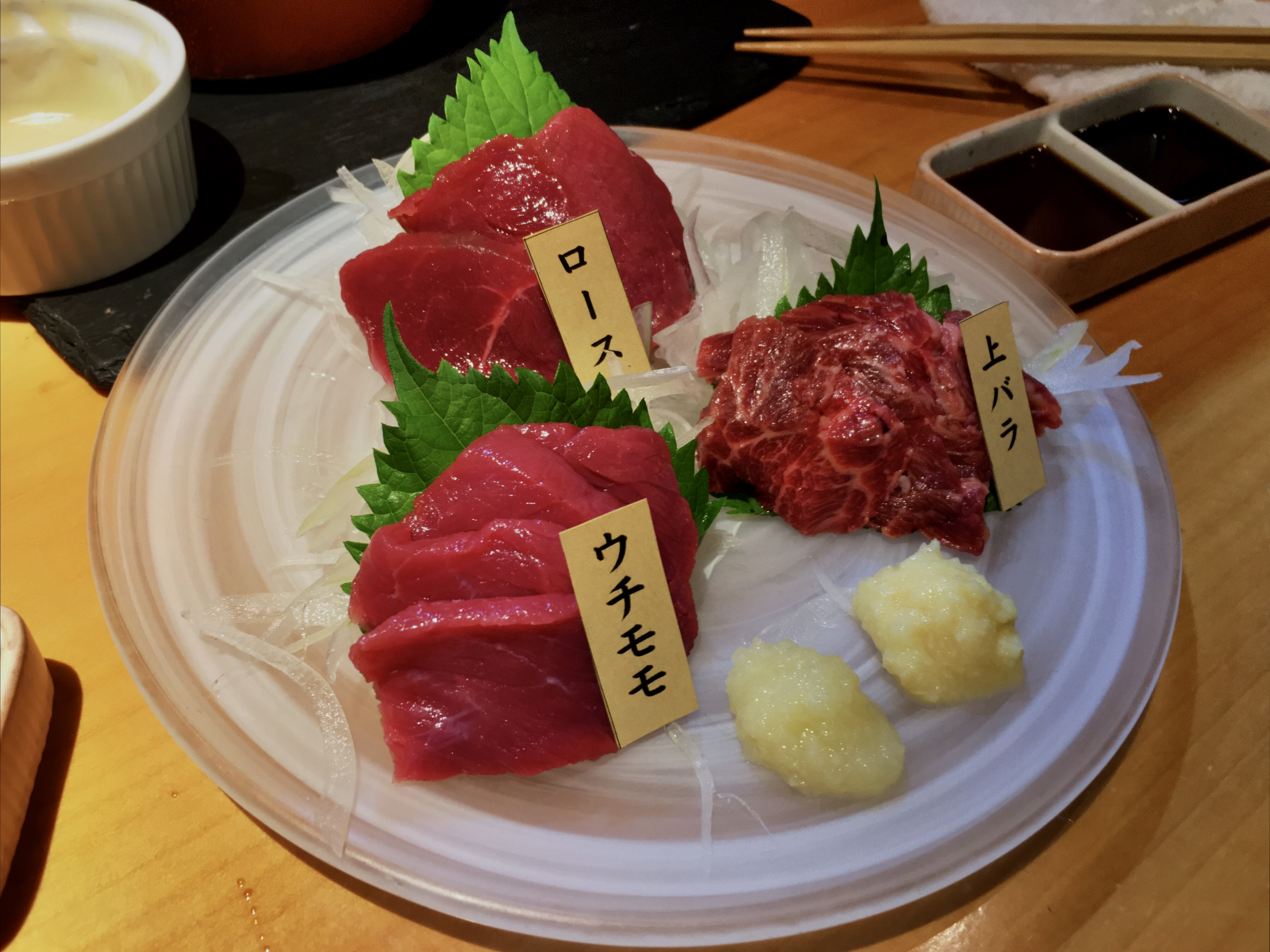
Một món thịt sống

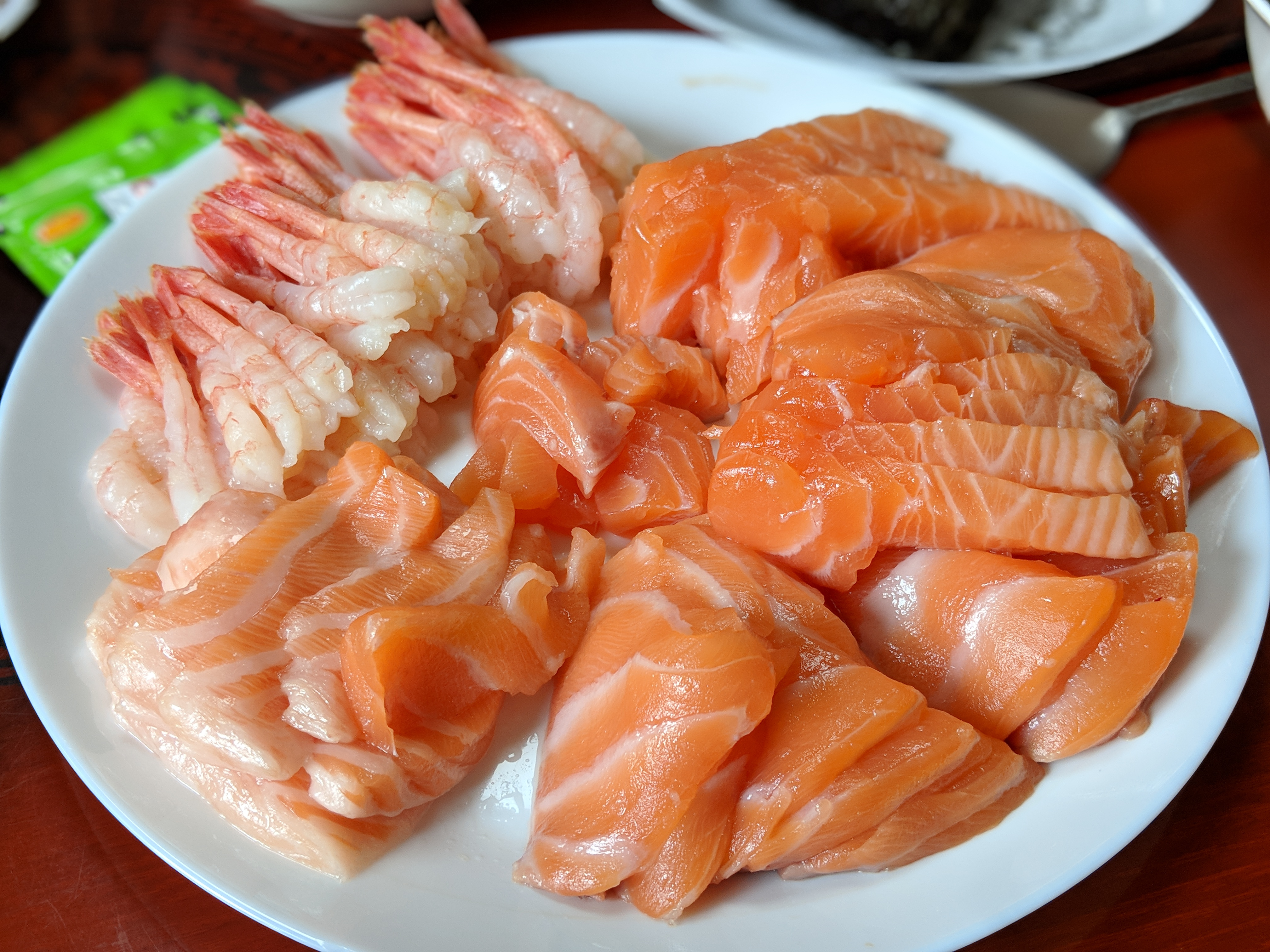
Một món sashimi cá hồi và tôm nõn sống

Chế độ ăn sống (Raw foodism) còn được gọi chế độ ăn thô (tức là ăn uống thực phẩm thô) là việc thực hành ăn kiêng chỉ ăn hoặc chủ yếu ăn các loại thực phẩm chưa nấu chín và chưa qua chế biến hoặc chỉ mới qua sơ chế, đây là quan niệm tiêu thụ thức ăn được dựa trên việc ăn uống những ngũ cốc nguyên cám, thực phẩm tươi sống chưa nấu chín và chưa qua xử lý ở 46-48 độ C, thức ăn có thể lạnh hoặc hơi ấm một chút, miễn là nó không vượt quá 118 độ F. Tùy thuộc vào triết lý sống, hoặc kiểu cách sống, lối sống và kết quả mong muốn đạt được, chế độ ăn thô có thể bao gồm các lựa chọn như trái cây, rau, quả hạch, hạt, trứng, cá, thịt, sữa tươi và các sản phẩm từ sữa.
Chế độ ăn sống hay kiểu ăn sống khác với việc ăn thực phẩm tươi sống (ví dụ như thịt tươi), tức là nguồn nguyên liệu phải đảm bảo đồ tươi sống, không bị ươn, ôi thiu, thối rữa, hư hỏng, dập nát nhưng những nguyên liệu tươi sống này không nhất thiết phải được ăn sống mà có thể dùng để chế biến thông thường hoặc để ăn tái (còn sống/chưa chín hẵn). Một trong những ví dụ của chế độ ăn sống này là việc các tín đồ của món sashimi, ăn cá sống như cá hồi, cá ngừ và các loai thịt sống khác như thịt bò (ăn thịt bò sống hay tái), ăn động vật sống, ăn hải sản sống, ăn hàu sống, ăn cá sống. Chế độ ăn thực phẩm thô và tươi sống giúp cải thiện hệ tiêu hóa, ổn định mức đường huyết, giảm cân và giảm nguy cơ bị mắc bệnh tim và bệnh tiểu đường.

## Ở người

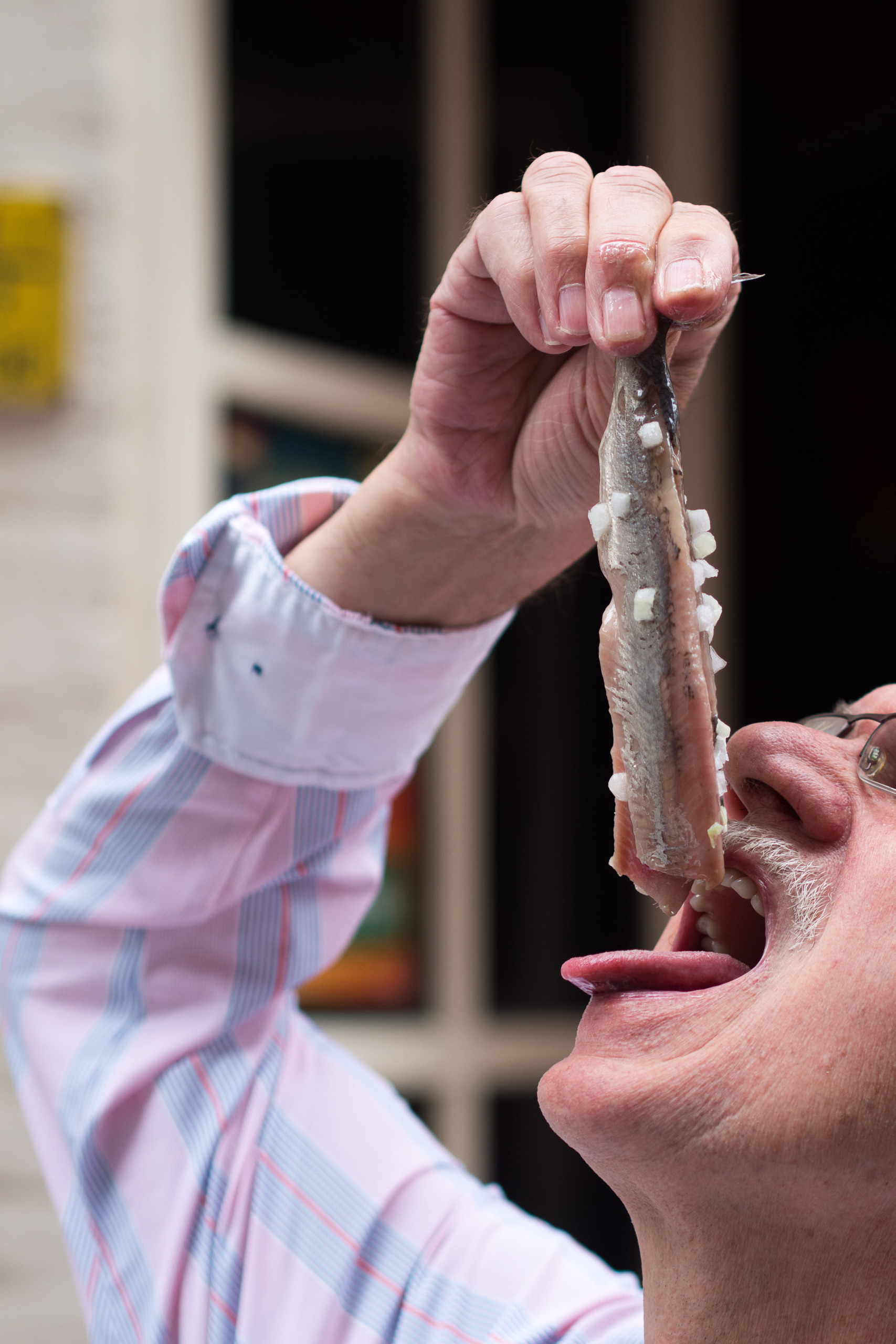
Một người đàn ông đang ăn một con cá chế biến nhưng chưa được nấu chín

Chế độ ăn uống cũng có thể bao gồm thực phẩm chế biến đơn giản, chẳng hạn như các loại hạt nảy mầm, pho mát và thực phẩm lên men như sữa chua, kefir, kombucha hoặc dưa cải bắp, nhưng thường không phải là thực phẩm đã được tiệt trùng, hoặc sản xuất bằng cách sử dụng thuốc trừ sâu tổng hợp, phân bón, dung môi và có cái sự tẩm ướp phụ gia thực phẩm hay hương liệu. Chế độ này bao gồm các sản phẩm tươi sống, ngũ cốc nảy mầm, các loại đậu, hạt và quả hạch, và các loại dầu chưa nấu chín như dầu ô liu và dầu dừa nguyên chất. Những người ủng hộ chế độ ăn thực phẩm thô cho rằng quá trình nấu ăn phá hủy các enzyme, vitamin và khoáng chất quan trọng trong trái cây và rau quả. Tuy nhiên, các nhà dinh dưỡng cho rằng quan niệm cho rằng thực phẩm thô vốn giàu dinh dưỡng là sai. Chế biến thực phẩm có thể giải phóng các chất dinh dưỡng như kali và kẽm trong một số loại rau và hầu hết các enzyme tự nhiên đều được phân hủy bởi axit dạ dày và hệ tiêu hóa.
Thực chất, chế độ ăn thực phẩm thô cũng là một chế độ ăn thuần chay, nhưng có thể uống sữa và sử dụng bơ không tiệt trùng, pho mát, mật ong, cá sống và thịt chưa nấu chín miễn là không dùng muối, thức ăn chế biến sẵn hoặc thực phẩm qua chế biến, cắt giảm các loại thực phẩm qua chế biến, giảm lượng muối và lượng đường một cách đáng kể. Do có nguy cơ bị ngộ độc thực phẩm, nên phụ nữ mang thai, trẻ nhỏ, người cao tuổi, người có hệ miễn dịch yếu và những người mắc bệnh mạn tính như bệnh thận không nên ăn theo chế độ ăn raw - ăn những thực phẩm chưa qua nấu nướng. Nguy cơ ngộ độc thực phẩm từ việc ăn thực phẩm tươi chưa qua nấu nướng lớn hơn nhiều so với lợi ích mà chế độ ăn này mang lại. Việc nấu nướng giúp thực phẩm dễ tiêu hóa hơn và an toàn hơn với sức khỏe. Hơn nữa, có một số loại thực phẩm tốt cho sức khỏe không thể ăn sống hoặc không thể ăn mà không được nấu chín như đậu, ngũ cốc nguyên cám và một số loại thịt nạc.
Chế độ ăn uống nguyên thủy bao gồm các loại thịt béo, thịt nội tạng, sữa, mật ong, nước ép trái cây và rau quả tối thiểu và các sản phẩm từ dừa, tất cả đều thô, trong khi "chế độ ăn uống thời kỳ đồ đá cũ" là phiên bản Chế độ ăn kiêng thời kỳ đồ đá cũ, kết hợp một lượng lớn thực phẩm động vật sống như thịt/nội tạng, hải sản, trứng và một số thực phẩm thực vật sống, nhưng thường tránh các thực phẩm không thuộc thời kỳ Paleo như sữa tươi sống, ngũ cốc và các loại đậu. Chế độ ăn của thổ dân bao gồm một lượng lớn thịt sống, thịt nội tạng và quả mọng, bao gồm cả chế độ ăn truyền thống của bộ tộc Nenets ở Siberia và người Inuit. Bộ lạc người Nenets ở Siberia ăn một chế độ ăn uống truyền thống bao gồm chủ yếu là thịt sống/nội tạng và quả mọng sống. Thịt, trong số các loại thực phẩm khác, được người Inuit ăn một phần ở dạng tươi sống, bao gồm cả nội tạng. Pemmican là món ăn du lịch Bắc Mỹ truyền thống, được chế biến từ thịt, mỡ và quả mọng khô.

## Ở vật nuôi
Ở vật nuôi bao gồm cả gia súc và thú cưng thì chế độ ăn sống được hiểu là cho ăn các loại thức ăn thô, thức ăn xanh, thức ăn tươi, thịt sống, cá sống, ví dụ như trong chế độ ăn uống khi chăn nuôi bò, chăn nuôi cừu, chăn nuôi ngựa, chăn nuôi dê thì khẩu phần ăn các loại thức ăn thô, thức ăn xanh (cỏ tươi) là rất cần thiết cho dinh dưỡng của gia súc, bên cạnh các loại thức ăn tinh (tinh bột, cám tổng hợp) và thức ăn khô (rơm, rạ), đối với các loài động vật hoang dã được nuôi trong vườn thú thì việc cho các loài ăn thịt chúng ăn thịt sống là một chế độ ăn trong vườn thú.
Đối với thú cưng, thông thường các loại thú cưng cao cấp đắt tiền sẽ được cho ăn những đồ thức ăn cho thú cưng, còn những con vật nuôi khác nếu không có điều kiện thì thông thường là ăn theo khẩu phần của gia đình như cơm thừa, canh cặn, xương xẩu, đầu cá... nói chung đây là các loại thức ăn nấu cho người nên đã qua chế biến. Tuy vậy, việc cho các loạt thú cưng như chó, mèo ăn thịt sống cũng đang là vấn đề thảo luận. Ngày nay, việc cho chó ăn thịt sống đang nhanh chóng trở nên phổ biến. Có nhiều ý kiến khác nhau về vấn đề này. 

### Ủng hộ

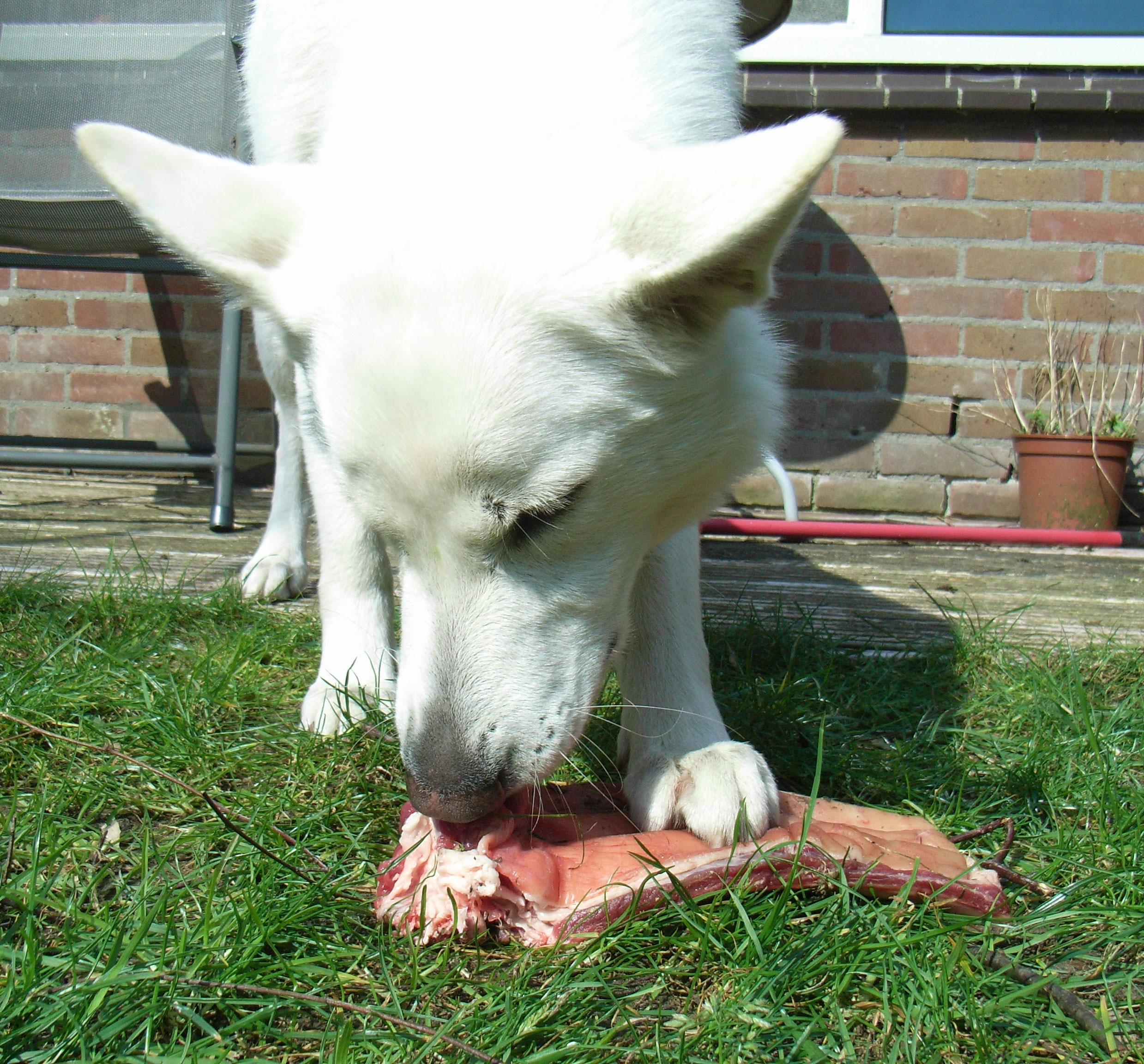
Một con chó đang ăn thịt sống

Một số đồng ý, vì họ tin rằng chế độ ăn tự nhiên như vậy không có gì sai cả. Bằng chứng của điều này cho rằng thú cưng dễ bị rối loạn tiêu hóa hơn vì chúng không được ăn đồ nấu chín hoặc thức ăn sẵn vào hàng trăm năm trước, bởi vì chó, mèo và những loài động vật khác đã sống sót qua hàng ngàn năm săn bắt hái lượm con mồi của chúng và cơ địa của chúng đã thích nghi với chế độ ăn này. Việc cho chó ăn thịt sống đã trở thành thói quen của nhiều chủ chó. Đặc biệt là các loại thịt chứa nhiều Protein phổ biến như thịt bò, gà, lợn, nội tạng được cho chó Becgie, Pit bull ăn rất nhiều, chẳng hạn như mỗi con Pitbull mỗi bữa cần ăn đến 1 kg thịt bò sống để có đủ năng lượng hoạt động và kích thích tính hung tợn.
Thịt sống, xương, nội tạng động vật sống tốt hơn là thức ăn đã qua chế biến. Đôi khi có thể cho chó ăn thịt sống với lượng vừa đủ. Tốt nhất là cho chó ăn thịt tươi thay vì các sản phẩm đông lạnh, nên cho chó ăn thịt sống để không làm mất đi dưỡng chất của thịt. Thịt sống trên thực tế là thức ăn ưa thích nhất của chó. Nó sẽ mang lại nhiều lợi ích không nhỏ cho sức khỏe của chó. Không thể phủ nhận những lợi ích mà thịt sống mang lại cho thú cưng như lợi ích đối với răng do các loại thức ăn chế biến sẵn đều được nấu chín và chế biến để chó dễ hấp thu hơn, nhưng đối với thịt sống, hàm răng của chó sẽ phải hoạt động nhiều hơn, nhờ đó răng được làm sạch, giảm các bệnh về răng ở chó (ví dụ chó hay gặm xương), nên chó chó ăn xương sống, vì xương sống có khả năng bào mòn răng cao, hơn nữa nó sẽ giúp cho răng chó được vệ sinh sạch sẽ hơn.
Chó ăn thịt sống trong thời gian dài thường đi vệ sinh ít hơn. Mùi cũng nhẹ hơn so với khi ăn thức ăn khác. Trong thịt sống có chứa nhiều thành phần kích thích tiêu hóa. Hơn nữa khi vào dạ dày của chó, thức ăn chưa kịp lên men hoàn toàn đã bị bài tiết ra ngoài. Thịt sống không có chất phụ gia vốn là thành phần có trong tất cả các loại thức ăn chế biến sẵn. Trong khi đó, thịt sống rất ít khi chứa các chất này. Điều này giúp hạn chế nguy cơ ngộ độc do các chất độc hại. Hỗ trợ hệ tiêu hóa vì khi ăn thịt hoặc xương còn sống, hệ tiêu hóa của chó mất thời gian lâu hơn để hấp thu dinh dưỡng. Buộc dạ dày phải tiết ra nhiều axit để tiêu hóa. Nhờ đó, các chất dinh dưỡng được hấp thu đầy đủ hơn. Một lý do khác chứng minh cho việc nên ăn đồ sống là đồ ăn cho thú cưng hiện nay bao gồm rất nhiều những thành phần không cần thiết, ví dụ như phụ gia, bột phụ phẩm gia cầm, dầu và chất béo ôi thiu, và nhiều những thành phần không được sử dụng trong những sản phẩm thức ăn của con người khác.

### Phản đối

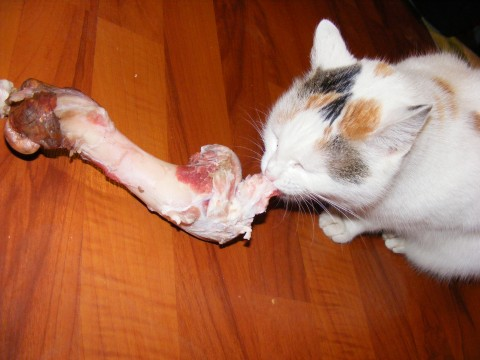
Một con mèo đang được cho ăn sống

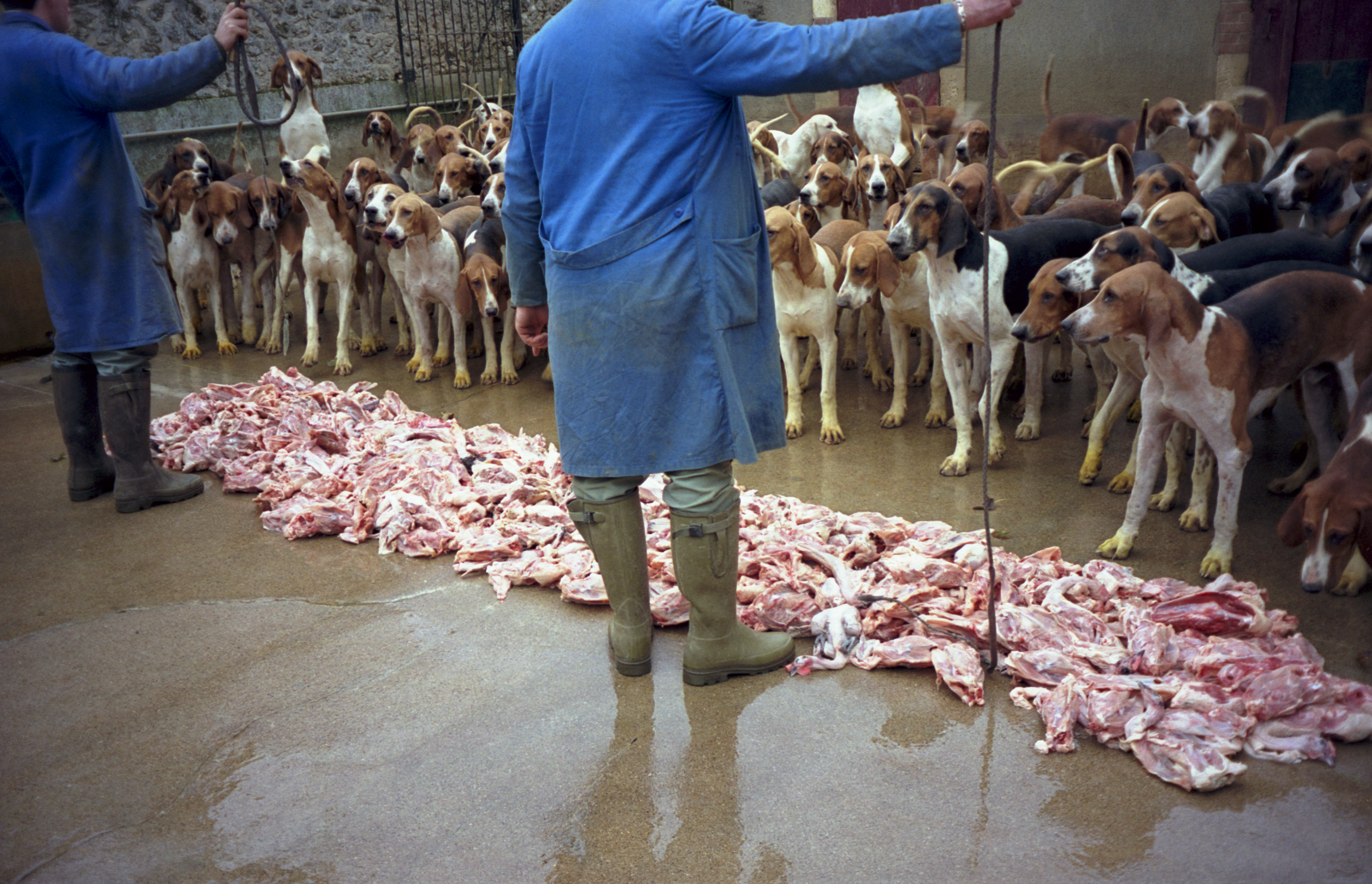
Đàn chó săn và phần thưởng là một đống thịt sống

Những người không ủng hộ trường phái đồ sống cho rằng đồ ăn cho động vật trên thị trường ngày nay đã thực sự tốt hơn vì chúng chứa nhiều chất dinh dưỡng hơn. Nhưng theo ý kiến của các bác sĩ thú y và chuyên gia dinh dưỡng, chế độ ăn thịt sống thực ra lại chứa đựng rất nhiều hiểm họa khác nhau, và ảnh hưởng đến chính con người. Một số lại phản đối việc này, họ cho rằng thực phẩm chưa qua chế biến rất nguy hiểm cho chó cưng. Chó ăn thịt sống bấy lâu nay luôn là chủ đề tranh cãi của rất nhiều người nuôi trên thế giới. Hàng loạt những thông báo, phản hồi và cảnh báo được ban hành trong năm 2019 về việc cho thú cưng ăn đồ sống.
Có ý kiến cho rằng thức ăn hạt cho chó hiện nay đều đảm bảo nhu cầu dinh dưỡng của thú cưng cũng như khá an toàn khi tránh được sự phát triển của các vi khuẩn, trứng giun, sán hay dị ứng thực phẩm, nhiều chủ nuôi đã thay đổi khẩu phần ăn bằng các loại hạt khô hoặc pate đóng hộp để đảm bảo dinh dưỡng và vệ sinh an toàn thực phẩm. Những rui ro khi sử dụng chế độ ăn thịt sống (BARF) gồm Sự thiếu cân bằng dinh dưỡng; Những vấn đề rắc rối khi cho thú cưng ăn xương; Nguy cơ vệ sinh từ thịt tươi sống; Những thành phần không thích hợp hoặc có thể gây hại; Sự thiếu cân bằng dinh dưỡng.
Đã có những cảnh báo nguy cơ từ việc cho thú nuôi ăn thịt sống, thịt sống được giới thiệu là loại thức ăn cao cấp với đầy đủ dinh dưỡng và dễ tiêu hóa cho chó và mèo nuôi trong nhà, không chỉ mang đến rủi ro cho thú nuôi mà còn cho cả chủ của những con thú đó. Từng có khải sát với các sản phẩm thịt sống, thịt đông lạnh được bán ở các cửa hàng thú nuôi và siêu thị, những nơi mà đa số người có nuôi thú cưng trong nhà tìm đến để mua những sản phẩm đó. Kết quả khảo sát thực sự đáng lo ngại với tỷ lệ vi khuẩn và ký sinh trùng rất cao trong các sản phẩm. Các vi khuẩn mầm bệnh được tìm thấy bao gồm khuẩn E.coli, Salmonella và khuẩn hình que Listeria. Những vi khuẩn này có thể gây nhiễm trùng từ mức độ nhẹ đến rất nghiêm trọng.
Bên cạnh đó, ký sinh trùng Toxoplasma gondii có thể là nguyên nhân gây lây nhiễm giun từ động vật gây tổn thương não và mắt của người trong một số trường hợp đặc biệt. Các vi khuẩn có thể gây bệnh cho thú nuôi nhưng mang đến nguy cơ đe dọa lớn hơn đối với con người khi trực tiếp chạm tay vào các loại thức ăn đó hoặc tiếp xúc trực tiếp với con vật bị mắc bệnh. Trong số 35 loại thực phẩm thô, thịt sống cho thú nuôi của 8 hãng sản xuất được nghiên cứu, có tám loại (23%) thực phẩm có dấu vết của khuẩn E. coli nguy hiểm đối với con người trong khi khoảng gần 50% loại thực phẩm kiểm tra dương tính với Listeria và 20% có khuẩn Samonella, 2 sản phẩm nhiễm ký sinh trùng Toxoplasma gondii.
Nguy cơ trên còn đến với cả ngành chăn nuôi gia súc thông qua việc để vi khuẩn và ký sinh trùng ra môi trường tự nhiên, lây lan các loại vi khuẩn kháng kháng sinh trong thực phẩm thô. Những quảng cáo về hiệu quả của thịt sống với chó và mèo là không có cơ sở. Cần có sự nhận thức về khả năng gây bệnh cho thú nuôi thông qua cách cho chúng ăn, trong khi các chủ nhân của thú cưng cũng cần được giáo dục về vệ sinh cá nhân và cách sử dụng đúng cách các loại thức ăn thô, thịt sống. Bên cạnh nguy cơ nhiễm bệnh cũng đã xuất hiện nhiều lo ngại rằng, các loại thịt sống không cung cấp đủ dinh dưỡng mà những con vật cần. Thực phẩm tươi cũng có tương đối đủ các chất dinh dưỡng cho chó, tuy nhiên, hệ tiêu hóa của chúng chưa chắc đã hấp thu được hết.

### Phân tích

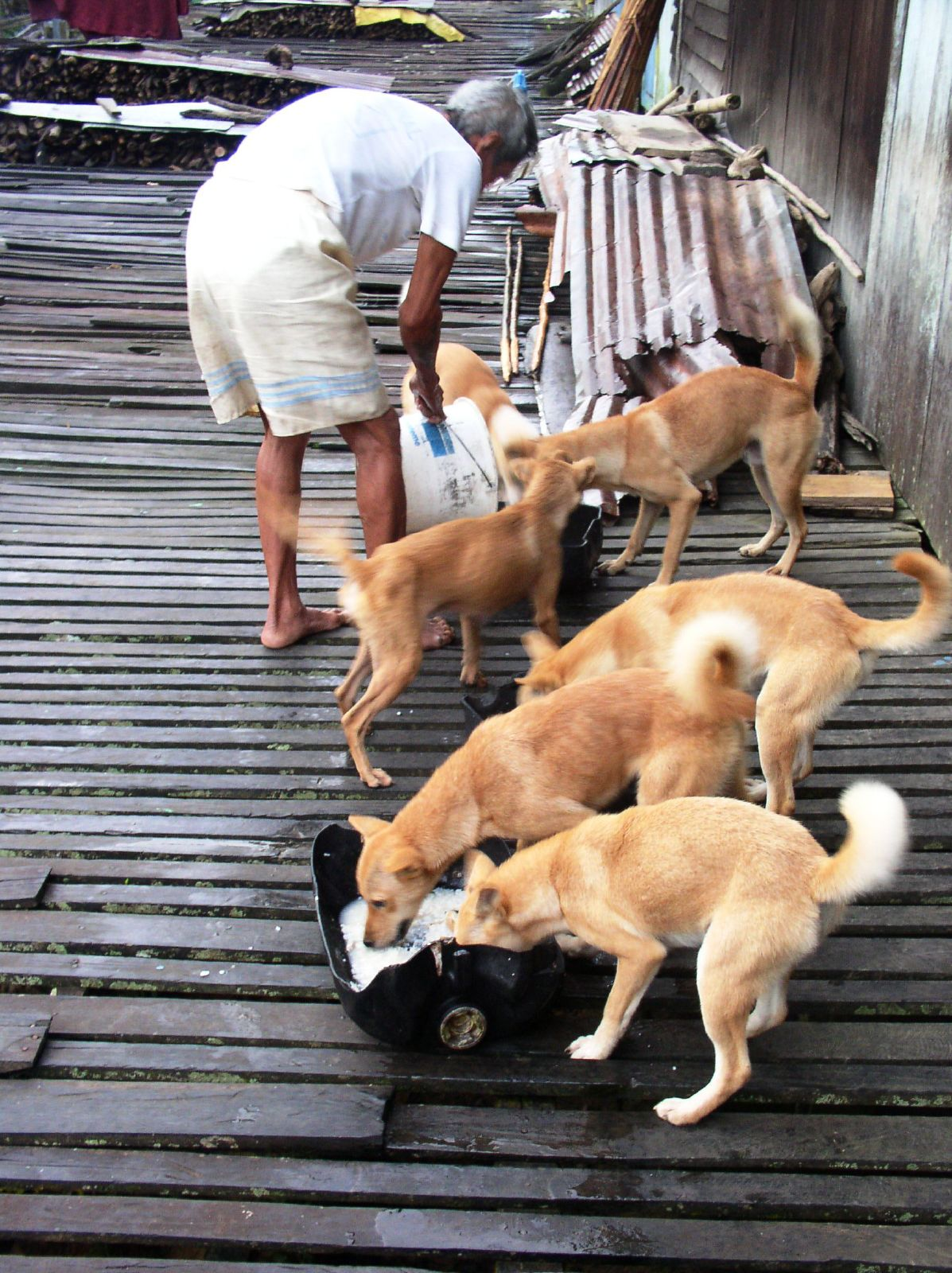
Cho chó ăn cơm ở Borneo

Tâm lý chung khi cho chó ăn thịt sống là vì đồ sống vốn là thứ thú cưng ăn trước khi bị thuần hóa và sự phát triển sản xuất thức ăn cho động vật xảy ra. Đồng thời những chiến dịch quảng cáo thức ăn vật nuôi đã khiến nhiều người hiểu nhầm rằng loài chó vốn dĩ thích ăn thịt. Điều này không hẳn là chính xác. Bởi chó cũng như con người là loài ăn tạp. Các loài thú ăn thịt với chế độ ăn buộc chúng phải có sức mạnh và khả năng phản ứng nhanh nhẹn. Nhưng không phải tất cả các loài ăn thịt đều chỉ ăn thịt, chẳng hạn như các động vật họ mèo có đôi khi cũng sẽ ăn cỏ.
Trên thực tế, chó và gấu gần với nhóm động vật ăn tạp. Nhưng do nhu cầu dinh dưỡng, chúng sẽ thiên hướng ăn thịt nhiều hơn. Chó sói và chó rừng là những động vật ăn thịt. Sói có thức ăn chính là hươu nai, thỏ, động vật nhỏ, gia súc của con người, đôi khi có thể ăn quả dại để bổ sung dưỡng chất. Còn chó nhà thì so với sói, nhu cầu về thịt đối với chó thấp hơn nhiều, phụ thuộc vào chủ nhân của chúng, chủ yếu là chó ăn thịt kết hợp với các loại thức ăn khác, ở Việt Nam, những con chó cỏ còn thường ăn cơm thừa canh cặn của chủ, trên thế giới, những con chó hoang còn bới rác để kiếm ăn, chúng ăn mọi thứ kiếm được.
Việc thiếu thịt trong thức ăn hàng ngày sẽ làm đảo lộn thói quen tự nhiên của chó. Trong thời gian ngắn có thể không ảnh hưởng nhưng về lâu về dài, chó dễ mắc các bệnh về tim mạch. Những chú chó có thể ăn hầu tất cả các loại thịt cá. Riêng với cá, cần tránh những loại có nhiều xương nhỏ. Khi cho chó ăn thịt tôt nhất nên nấu chín nhừ. Gan và nội tạng có hương vị thơm ngon nhưng không được cho ăn quá nhiều. Khi nấu ăn cho chó, có thể thái thịt thành miếng to một chút. Buộc chó phải dùng răng nanh để xé nhỏ thức ăn. Bên cạnh đó cần cho chó ăn kèm với rau, củ quả thái nhỏ vụn, giúp chó tiêu hóa dễ dàng hơn. Thịt mỡ cũng rất có lợi đối với chó. Chất béo trong thịt là thành phần dinh dưỡng cần thiết của chó. Bởi vậy, khi chế biến không cần lọc bỏ lớp mỡ trên thịt. Lớp mỡ này sẽ thu hút cho ăn nhiều hơn.